# Naprzód Janów
Naprzód Janów (deutsch Vorwärts Janow) ist ein polnischer Eishockeyclub aus Janów, einem Stadtteil von Katowice. Von 2014 bis 2016 spielte der Klub zuletzt in der Ekstraliga. Seit dem Abstieg 2016 tritt er in der I liga an.

## Geschichte

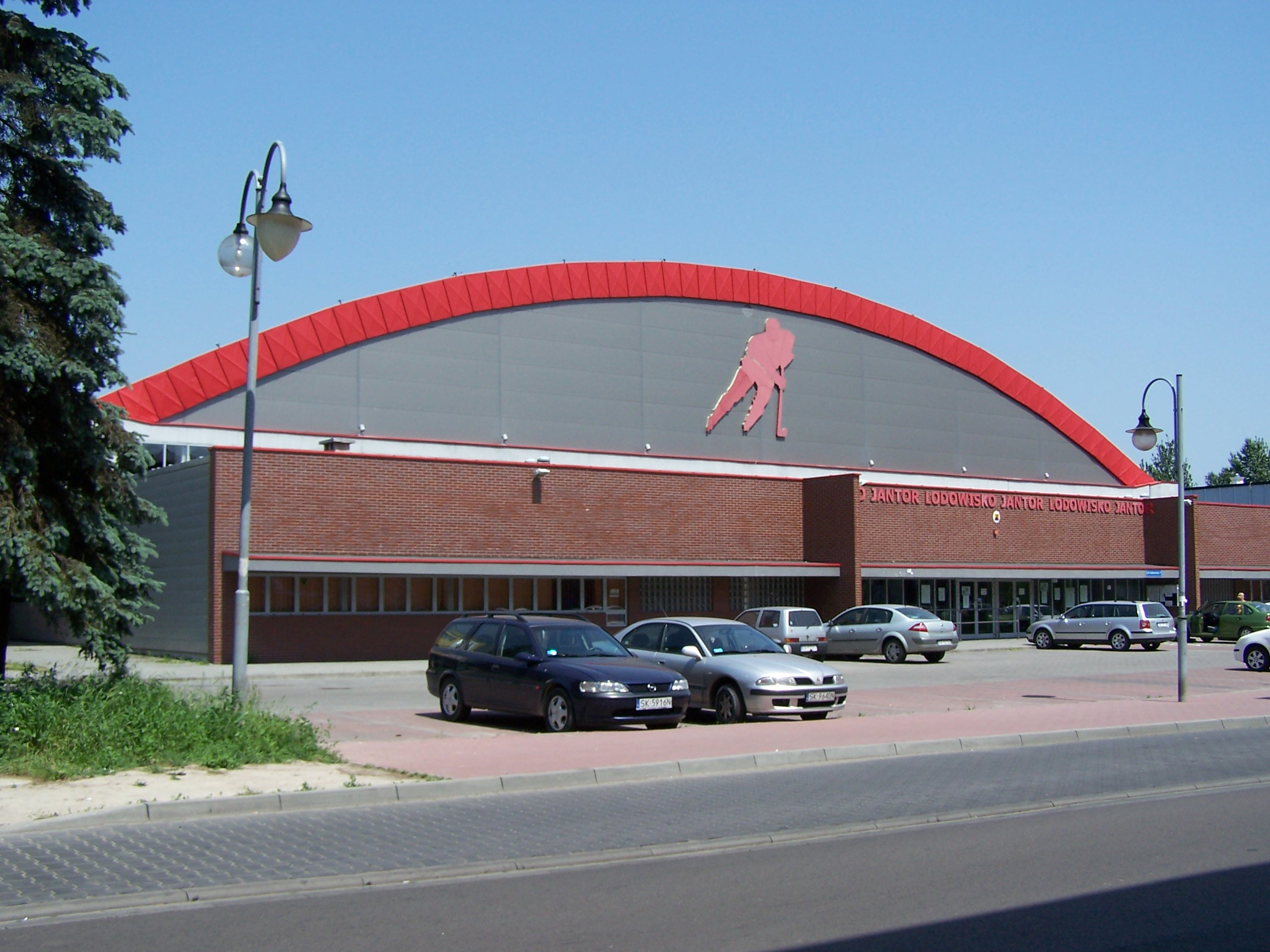
Die Eishalle Jantor, Spielstätte des Vereins

Der Verein wurde 1920 unter dem Namen Górnik Janów als Fußballverein gegründet. In den späten 1940er Jahren wurde die Eishockeyabteilung gegründet, die Anfang der 1950er Jahre zweimal die Vizemeisterschaft gewann. 1962 wurde der Verein in Naprzód Janów umbenannt. In der Folge gelangen weitere zweite und dritte Plätze in der Meisterschaft – der größte Erfolg des Clubs ist der Pokalsieg 1970.
In den 1990er Jahren hatte der Verein zunehmend finanzielle Probleme und die besten Spieler wechselten zum Stadtrivalen GKS Katowice. 1998 wurde der Spielbetrieb eingestellt und erst 2004 wieder aufgenommen. 2006 gelang mit dem zweiten Platz in der 1. Liga der Wiederaufstieg in die Ekstraliga, aus der der Verein 2011 wieder abstieg. Drei Jahre später gelang der erneute Aufstieg in die Ekstraliga, aus der die Mannschaft 2016 allerdings erneut absteigen musste. Anschließend entwickelte sich das Team zu einer Fahrstuhlmannschaft: Nachdem sich die Mannschaft auch 2018 nach dem sofortigen Wiederaufstieg nicht halten konnte, gelang 2019 in der Playout-Runde der Polska Hokej Liga der erneute Wiederaufstieg. Dort konnte sich der Klub jedoch nicht halten.
Der Verein trägt in der vollständigen Bezeichnung den Namen des Hauptsponsors Akuna, einem Hersteller von Nahrungsergänzungsmitteln.

## Erfolge
- Polnischer Pokalsieger 1970
- 2. Platz in der polnischen Meisterschaft 1950, 1952, 1971, 1973, 1977, 1989, 1992
- 3. Platz in der polnischen Meisterschaft 1972, 1974, 1976, 1978, 1982, 1986, 1987
- Meister der I liga: 1962, 2014, 2017, 2019

## Bekannte ehemalige Spieler
- Ireneusz Pacula
- Jędrzej Kasperczyk
- Jan Szeja
- Andrzej Maryniok

## Eiskunstlauf
Die Abteilung Eiskunstlauf ist neben dem Eishockeysport die bedeutendste Sektion des Vereins. Bekannte Sportler der Sektion sind die Paare Janina Poremska – Piotr Szczypa (Polnische Meister) und Teresa Skrzek – Piotr Szczypa sowie Maria Kotyrba, Grażyna Dudek und Mirella Gawłowska.